# Нойенкирхен (Бассум)
Нойенкирхен (нем. Neuenkirchen) — община в Германии, в земле Нижняя Саксония.
Входит в состав района Дипхольц. Подчиняется управлению Швафёрден. Население составляет 1187 человек (на 31 декабря 2010 года). Занимает площадь 14,66 км².
| Год  | Население |
| ---- | --------- |
| 1990 | 802       |
| 1995 | 890       |
| 2000 | 1087      |
| 2005 | 1162      |
| 2010 | 1179      |